# Change Communication
Change Communication, häufig auch im Plural Change Communications, zu deutsch Veränderungskommunikation oder Change-Kommunikation, ist eine Teildisziplin der Unternehmenskommunikation bzw. Organisationskommunikation. Das Ziel von Change Communication ist die adäquate Begleitung von Change Management mit dem Ziel, Einfluss auf weiche Faktoren (Stimmungen, Ängste, Widerstände …) zu nehmen, die den Erfolg hemmen oder befördern können.

## Inhalt
Der Ansatz von Change Communication ist interdisziplinär: Die Kommunikationsinstrumente und Kommunikationskanäle der internen Unternehmenskommunikation werden ergänzt um spezifische Tools und Instrumente, die sich in Veränderungssituationen bewährt haben. Diese Tools und Instrumente haben ihren Ursprung in Ansätzen der Managementlehre und Betriebswirtschaftslehre, wie Change Management, Lernende Organisation, Organisationsentwicklung, Personalentwicklung.
Aber auch Psychologie und Systemtheorie üben einen erheblichen Einfluss aus mit ihrem Blick auf Menschen, auf soziale Beziehungen und Dynamiken in Organisationen. So hat Change Communication neben der bloßen Informationsvermittlung auch Interesse an den Emotionen der Menschen, die sich in Veränderungssituationen in Form von Widerstand oder in verdeckten und offenen Konflikten zeigen. Damit ist Change Communication auf mindestens drei kommunikativen Ebenen tätig: Der informativen Ebene (was passiert überhaupt?), der edukativen Ebene (was bedeutet das für die relevanten Zielgruppen?) und der emotionalen Ebene (was fühlen die Betroffenen?).
Streng genommen zeigen die Interdisziplinarität zusammen mit den unterschiedlichen Blickwinkeln der theoretischen Beiträge zur Veränderungskommunikation sowie auch die verschiedenen Ansätze in der Praxis, dass nicht von Change Communication (Singular), sondern von Change Communications zu sprechen ist.

## Ursprung
Die Literatur rund um das Change Management hat sich im Laufe der Zeit verändert. Frühere Ansätze waren eher von spezifischen Handlungsfeldern geprägt: Lean-Management, Just-in-time-Management, Total-Quality-Management sowie Reengineering wurden mit Blick auf ihre isolierten Schwerpunkte kritisiert. Derzeit sind mit Change-Management meist ganzheitliche und tiefgreifende Veränderungen gemeint. „Ganzheitlichkeit“ bedeutet „die Organisation insgesamt oder weiträumig umfassend“, wird als Versuch der nachhaltigen Korrektur harter Faktoren (Kosten, Durchlaufszeiten …) verstanden, wodurch wiederum die oben erwähnten weichen Faktoren ausgelöst werden können. So kann Change Communications als vernachlässigter Erfolgsfaktor im Change Management gekennzeichnet werden. Change Communication hat insbesondere im Kontext der zunehmenden Einführung hybrider Arbeitsmodelle zusätzlich an Relevanz gewonnen; ohne sie kann die Einführung solcher Modelle problematisch werden, da die Mitarbeiter nicht ausreichend informiert und so auf Veränderungen nicht vorbereitet sind.
Die Entstehung von Change Communication ist Folge der steigenden Dynamik, der Unternehmen seit Jahren ausgesetzt sind: Auswirkungen u. a. von Globalisierung, Prozessmanagement und Technischem Fortschritt mit ihren Konsequenzen für Unternehmen wie erhöhter Wettbewerbsdruck und Rationalisierungszwang.
Zahlreiche Studien haben auf die hohen Reibungsverluste in Changeprojekten hingewiesen. Als Ursache wurden immer wieder fehlende Akzeptanz und mangelhafte Einbindung von weiten Teilen des Managements und der Mitarbeiter genannt. Die Bearbeitung dieser Mängel ist jetzt Kernaufgabe von Change Communication.

## Arbeitsschwerpunkte
Die Schwerpunkte, an denen Change Communication arbeitet, können in folgenden Punkten zusammengefasst werden:
1. Zielgruppengerechte Informationspolitik durch Einsatz unternehmensinterner Medien (Newsletter, Mitarbeiterzeitung, Broschüren, Aushänge, Infomarkt, Intranet u. a.)
2. Involvierung der betroffenen Manager und Mitarbeiter durch Initiierung von relevanten Dialogen (diverse Ansätze u. a. Großgruppenkonferenzen, Fokusgruppen, Action Learning, unternehmensinterne Wikis oder Blogs)
3. Entwicklung bzw. Förderung einer Unternehmenskultur, die es möglich macht, die Chancen in Veränderungen zu erkennen und zu nutzen und nicht einseitig die Bedrohungen zu sehen
4. Beratung und Coaching von Führungskräften in Veränderungsprozessen

## Einsatzfelder
Typische Einsatzfelder von Change Communication sind
- Prozessoptimierung
- Restrukturierung
- Mergers & Acquisitions
- Insourcing/Outsourcing
- Strategische Neuausrichtung